# Гачок рибальський

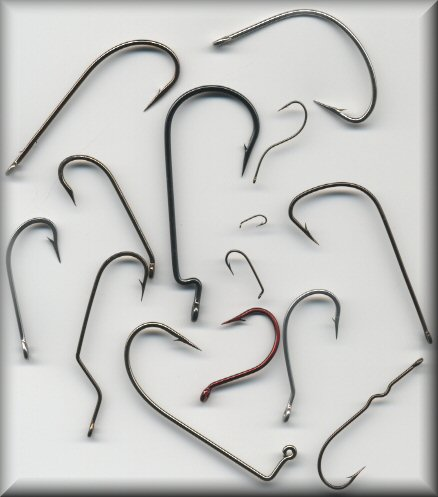
Різні види рибальських гачків

Ця стаття про рибальський пристрій, для загальної інформації див. Гачок
Гачок рибальський — найважливіша частина будь-якого рибальського оснащення. Призначений для насаджування приманки з наступним підсіканням риби та утриманням її на підчепі.

## Історія
Рибальський гачок — один з найдавніших  винаходів людства, поява якого тісно пов'язана з розвитком рибальства, яке було життєво необхідним для виживання людей.

Рибальські гачки виготовляли з різноманітніх матеріалів: дерева, кістки, ріг, панцирів черепах, мушлі, каміня, міді, бронзи, заліза, і навть золота.
Майстри виготовляли їх вручну, доводячи свої вироби до досконалості.
 
З розвитком промисловості виробництво гачків було поставлено на потік, що зробило їх доступними для широкого кола рибалок.

Сьогодні рибальські гачки виготовляються з різних металів і сплавів, таких як сталь, вуглецева сталь, титан. 
Вони мають різноманітні форми, розміри та покриття, що дозволяє підібрати оптимальний гачок для будь-якого виду риболовлі.
 
Найдавнішим археологічним знахідкам рибальських гачків виготовлених з морських молюсків приблизно 22 500 років. Археологи знайшли їх у печері Сакітарі на острові Окінава (Японія). Вони старші за рибальські гачки з печери Джерімалай у Східному Тиморі, вік яких становить від 23 000 до 16 000 років, і Нової Ірландії в Папуа-Новій Гвінеї, яким датовано 20 000-18 000 років.

## Конструкція

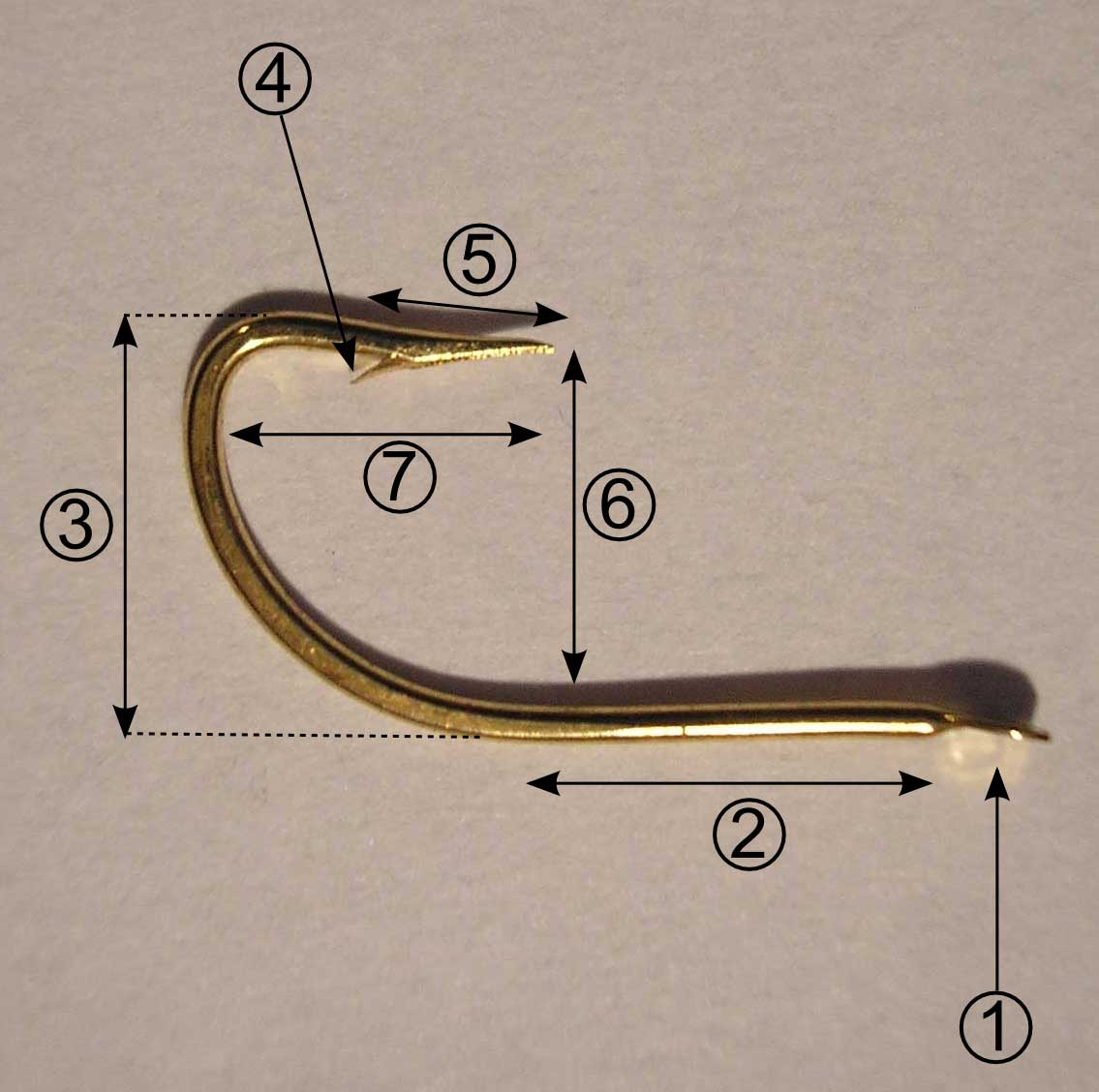
1. Вушко / Головка
2. Цівка
3. Піддів
4. Борідка
5. Вістря
6. Ширина гачка
7. Жало

Всі елементи рибальського гачка мають свою функцію та назву:

- Вушко / Головка — місце з'єднання гачка з іншими частинами рибальського оснащення. Може бути виконане у вигляді петлі, або у формі плоскої лопатки.
- Цівка  — малофункціональна, довга пряма ділянка гачка між піддівом і вушком.
- Піддів — вигнута ділянка гачка після цівки. Може мати округлу або напівкруглу форму. Утримує на гачку рибу після її підсікання.
- Жало — складається з Вістря, призначеного для пробивання губи риби, та Борідки, що утримує приманку і перешкоджає втечі улову. Жало може бути відігнуте в бік цівки або назовні.

## Характеристики
Міжнародних стандартів для рибальських гачків немає, тому їх розміри відрізняються між виробниками, які мають різні системи класифікацій.

Найпростіша – це вітчизняна українська класифікація, яка діє ще з радянських часів. У ній розмір гачка відповідає його ширині в міліметрах, тобто відстані від цівки до жала. Лінійка вітчизняних гачків починається з №2 та закінчується №16.

### Українська класифікація рибальських гачків
Всі типи рибальських гачків залежно від ширини та висоти їх піддіву поділені на номери — розміри, в які входять ще такі показники: діаметр дроту, довжина самого гачка, та радіус кривизни вигину (див. таблицю нижче).

Загальні характеристики гачків овальної форми (згідно ТУ 27-09-1513—80):

| № Гачка | Ширина Піддіву, мм | Діаметр Дроту, мм | Довжина Гачка, мм | Висота Піддіву, мм | Радіус Вигину, мм | Радіус Вигину, мм | Максимальне Навантаження, H |
| ------- | ------------------ | ----------------- | ----------------- | ------------------ | ----------------- | ----------------- | --------------------------- |
| 2,5     | 2,5                | 0,4               | 8,0               | 2,5                | 0,9               | 1,6               | 8,8                         |
| 3       | 3,0                | 0,4               | 14                | 3,0                | 1,2               | 2,3               | 9,8                         |
| 3,5     | 3,5                | 0,45              | 10,0              | 3,5                | 1,2               | 2,3               | 10,7                        |
| 4       | 4,0                | 0,5               | 12,0              | 4,0                | 1,4               | 2,6               | 11,7                        |
| 4       | 4,0                | 0,6               | 14,0              | 4,0                | 1,4               | 2,6               | 17,6                        |
| 4,5     | 4,5                | 0,45              | 8,0               | 4,5                | 1,2               | 3,2               | 9,8                         |
| 5,0     | 5,0                | 0,5               | 12,0              | 5,0                | 1,7               | 3,3               | 12,7                        |
| 5,0     | 5,0                | 0,6               | 14,0              | 5,0                | 1,7               | 3,3               | 19,6                        |
| 5,0     | 5,0                | 0,6               | 15,0              | 5,0                | 1,7               | 3,3               | 19,6                        |
| 5,0     | 5,0                | 0,6               | 22,0              | 5,0                | 1,7               | 3,3               | 19,6                        |
| 6,0     | 6,0                | 0,6               | 16,0              | 6,0                | 2,0               | 4,0               | 17,6                        |
| 6,0     | 6,0                | 0,7               | 26,0              | 6,0                | 2,0               | 4,0               | 25,4                        |
| 6,0     | 6,0                | 0,7               | 26,0              | 6,0                | 2,0               | 4,0               | 26,4                        |
| 7,0     | 7,0                | 0,6               | 12,0              | 7,0                | 2,5               | 4,5               | 16,6                        |
| 7,0     | 7,0                | 0,7               | 16,0              | 7,0                | 2,5               | 4,5               | 24,5                        |
| 7,0     | 7,0                | 0,7               | 22,0              | 7,0                | 2,0               | 7,2               | 24,5                        |
| 7,0     | 7,0                | 0,8               | 20,0              | 7,0                | 2,5               | 4,5               | 33,3                        |
| 7,0     | 7,0                | 0,8               | 22,0              | 7,0                | 2,5               | 4,5               | 33,3                        |
| 7,0     | 7,0                | 0,8               | 30,0              | 7,0                | 2,5               | 4,5               | 33,3                        |
| 7,0     | 7,0                | 0,6               | 22,0              | 7,0                | 2,5               | 4,5               | 14,7                        |
| 7,0     | 7,0                | 0,9               | 22,0              | 7,5                | 2,3               | 4,7               | 39,2                        |
| 7,5     | 7,5                | 0,7               | 11,0              | 7,5                | 3,0               | 4,2               | 23,5                        |
| 8,0     | 8,0                | 0,8               | 12,0              | 8,0                | 3,0               | 5,2               | 25,4                        |
| 8,0     | 8,0                | 0,9               | 15,0              | 8,0                | 3,1               | 5,6               | 39,2                        |
| 8,0     | 8,0                | 1,0               | 24,0              | 8,5                | 2,7               | 5,3               | 44,1                        |
| 8,5     | 8,5                | 0,8               | 18,0              | 8,5                | 3,0               | 5,5               | 27,4                        |
| 8,5     | 8,5                | 1,2               | 22,0              | 8,5                | 3,0               | 5,5               | 38,2                        |
| 8,5     | 8,5                | 1,2               | 22,0              | 8,5                | 3,0               | 5,5               | 39,2                        |
| 8,5     | 8,5                | 0,7               | 24,0              | 8,5                | 3,0               | 5,5               | 25,4                        |
| 8,5     | 8,5                | 0,8               | 27,0              | 8,5                | 3,0               | 5,5               | 27,4                        |
| 9,5     | 9,5                | 0,9               | 15,0              | 9,5                | 3,5               | 6,3               | 29,4                        |
| 10,0    | 10,0               | 0,8               | 16,0              | 10,0               | 3,5               | 6,5               | 25,4                        |
| 10,0    | 10,0               | 0,9               | 22,0              | 10,0               | 3,5               | 6,5               | 35,2                        |
| 10,0    | 10,0               | 1,0               | 30,0              | 10,0               | 3,5               | 6,5               | 44,1                        |
| 10,0    | 10,0               | 1,2               | 35,0              | 10,0               | 3,5               | 6,5               | 63,7                        |
| 10,5    | 10,5               | 1,0               | 18,0              | 10,5               | 4,0               | 7,0               | 37,2                        |
| 12      | 12,0               | 1,2               | 17,0              | 12,0               | 5,0               | 6,8               | 68,6                        |
| 12      | 12,0               | 1,4               | 22,0              | 12,0               | 4,2               | 6,8               | 88,2                        |
| 12      | 12,0               | 1,4               | 35,0              | 12,0               | 5,0               | 8,0               | 117,6                       |
| 12      | 12,0               | 1,4               | 30,0              | 12,0               | 5,0               | 8,0               | 147,0                       |
| 12      | 12,0               | 1,6               | 30,0              | 12,0               | 5,0               | 8,0               | 147,0                       |
| 14      | 14,0               | 1,4               | 22,0              | 14,0               | 5,0               | 9,0               | 98,0                        |
| 14      | 14,0               | 1,4               | 40,0              | 14,0               | 5,0               | 9,0               | 197,2                       |
| 16*     | 16,0               | 1,6               | 30,0              | 16,0               | 5,6               | 11,2              | 117,2                       |

- Гачки № 16 є промисловими та в роздрібну торгівлю не постачаються.

### Міжнародна класифікація рибальських гачків
Міжнародну класифікацію рибальських гачків, яку придумали в Англії, часто називають Реддичною шкалою. Таку назву нумерація гачків отримала 
від міста Реддич, де знаходився завод по виробництву аксесуарів для рибного лову. Ця класифікація зараз прийнята у всьому світі і вважається основною. У ній найменші гачки мають найбільше значення — №24, а найбільші – №1.

Японська шкала нагадує Реддичну, відрізняючись від неї лише зрушеними на два пункти номерами. Наприклад, №20 у англійській класифікації відповідає №22 у японській.

Фінська шкала практично збігається з японською, але має й відмінності. Великі номери позначаються двома числами, як і міжнародної шкалою.

Китайські виробники використовують різні таблиці класифікацій. Строгих норм у них немає, тому кожен виробник самостійно визначає, яку систему застосувати.

Для вибору рибальських гачків різних виробників зручно користуватись таблицею співвідношень (див. таблицю нижче), яка містить числові значення чотирьох основних класифікацій рибальських гачків.

Таблиця нумерації рибальських гачків:

| Міжнародна нумерація | Японська нумерація | Фінська нумерація | Українська нумерація | Ширина гачка, мм |
| -------------------- | ------------------ | ----------------- | -------------------- | ---------------- |
| 24                   | 26                 | —                 | —                    | 1,7              |
| 22                   | 24                 | —                 | —                    | 2,0              |
| 20                   | 22                 | —                 | —                    | 2,2              |
| 19                   | 21                 | 22                | —                    | 2,4              |
| 18                   | 20                 | 20                | 2,5                  | 2,5-2,6          |
| 17                   | 19                 | 18                | 3                    | 3,0              |
| 16                   | 18                 | —                 | —                    | 3,2              |
| 15                   | 17                 | 16                | 3,5                  | 3,4-3,5          |
| 14                   | 16                 | —                 | —                    | 3,6              |
| 13                   | 15                 | 14                | 4                    | 4,0              |
| 12                   | 14                 | —                 | —                    | 4,4              |
| 11                   | 13                 | —                 | 4,5                  | 4,5-4,6          |
| 10                   | 12                 | 12                | 5                    | 5,0              |
| 9                    | 11                 | —                 | —                    | 5,5              |
| 8                    | 10                 | 10                | 6                    | 6,0              |
| 7                    | 9                  | —                 | —                    | 6,5              |
| 6                    | 8                  | 8                 | 7                    | 7,0              |
| 5                    | 7                  | —                 | 7,5                  | 7,5              |
| 4                    | 6                  | 6                 | 8                    | 8,0              |
| 3                    | 5                  | —                 | 8,5                  | 8,5              |
| 2                    | 4                  | 4                 | 9                    | 9,0              |
| —                    | —                  | 1                 | 10                   | 10,0             |
| —                    | —                  | 1/0               | 12                   | 12,0             |
| —                    | —                  | 2/0               | 14                   | 14,0             |
| —                    | —                  | 3/0               | 16                   | 16,0             |

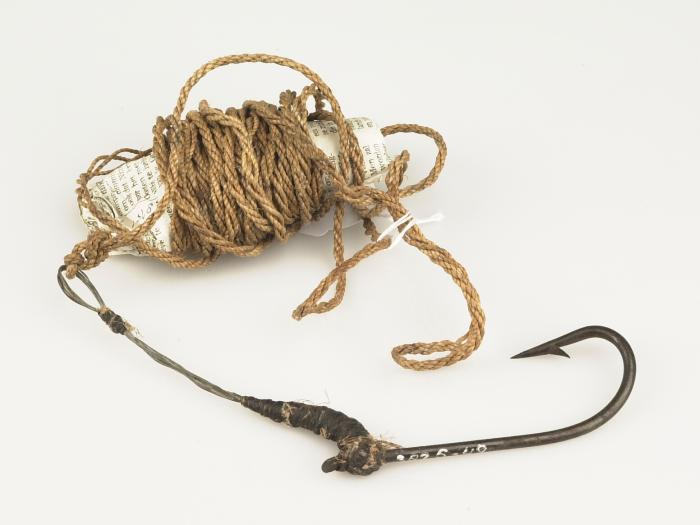
Гачок

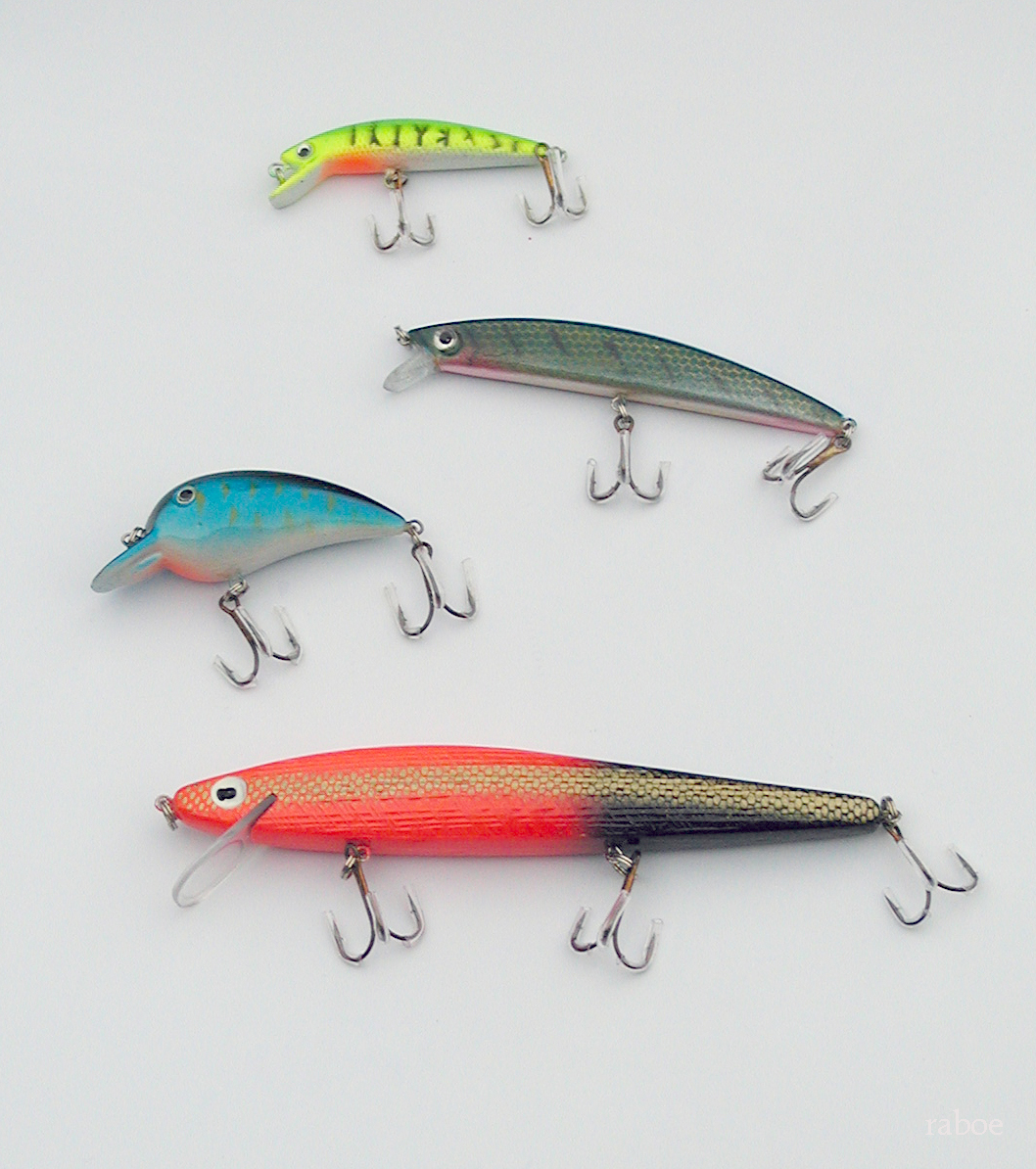
Рибальські гачки на штучних приманках (назва приманки — «воблер»).

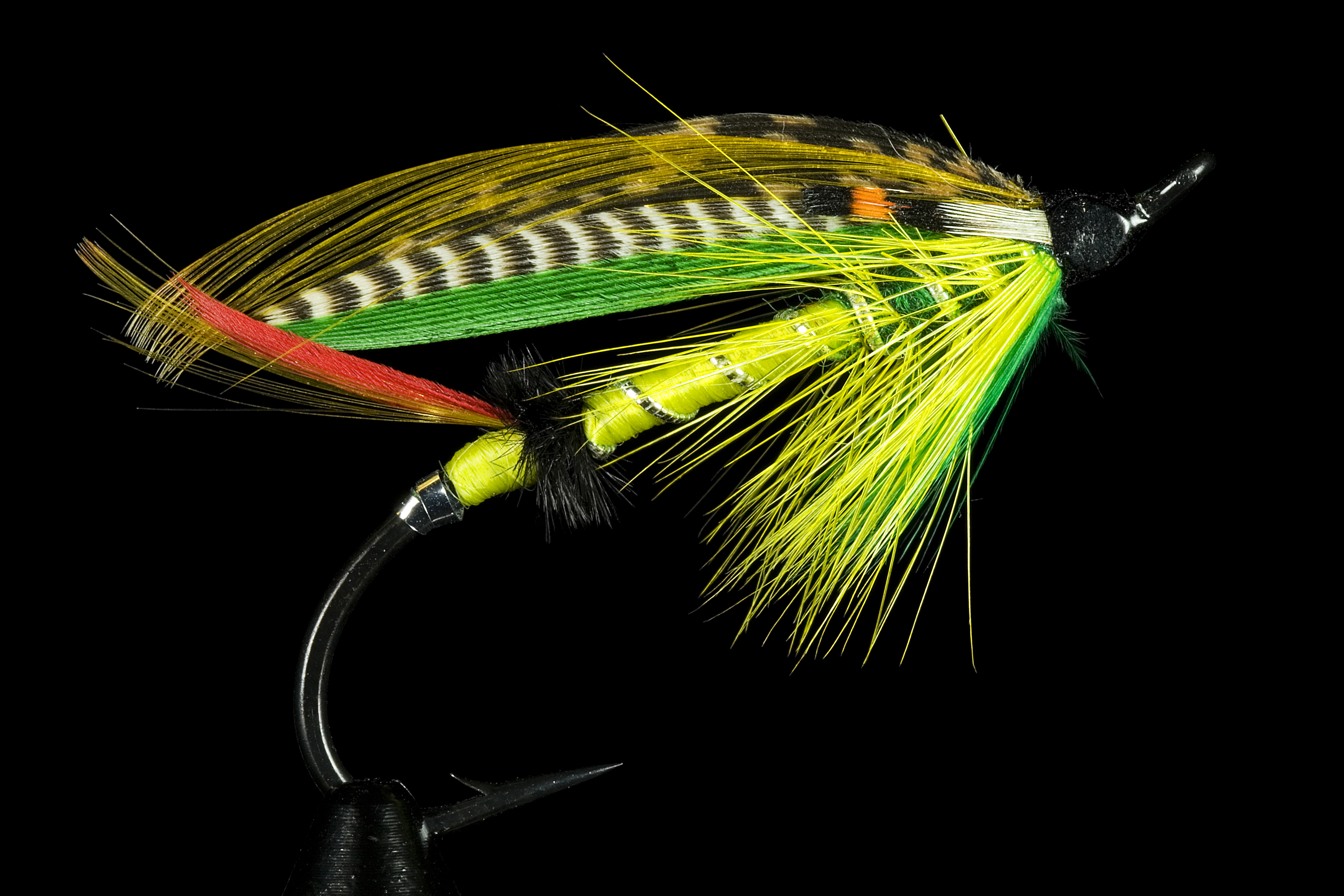
Нахлистовий гачок з намотаною приманкою)

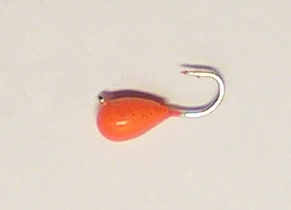
Мормишка

Всі наведені елементи характеристик гачків можна дізнатись з маркування. Приклад такого маркування:
цифра:
- 1 — гачок однопіддівний, одногибий з лопаткою;
- 2 — одногибий з кілечком;
- 3 — двогибий з кілечком;
- номер вказує розмір гачка, а дві останні цифри — діаметр і довжину гачка.

## Виробництво
Матеріалом для виготовлення сучасних рибальських гачків служить спеціальний сталевий дріт І1-А, який ще називається голковим.

Для захисно-декоративного покриття гачків застосовують оксидування, нікелювання, та цинкування. Допускаються і інші види покриття.

Для пропайки цівки потрійних гачків використовують латунь (Л63). Поверхня паяння повинна бути рівною та гладкою, а довжина спаяної ділянки має становити не менше 1/4 довжини гачка.

Одинарні гачки також можуть бути виготовлені з додатковим плющенням піддіву (ковані).

Випускають одинарні, подвійні (Двійники) та потрійні (Трійники) рибальські гачки, які в залежності від площин згинання (одна або дві) можуть бути одно- або двогибими.

Якщо стержень і піддів розташовані в одній площині, то такий гачок називається одногибим, а якщо піддів відігнутий від стержня трохи вбік, то — двогибим.

## Галерея

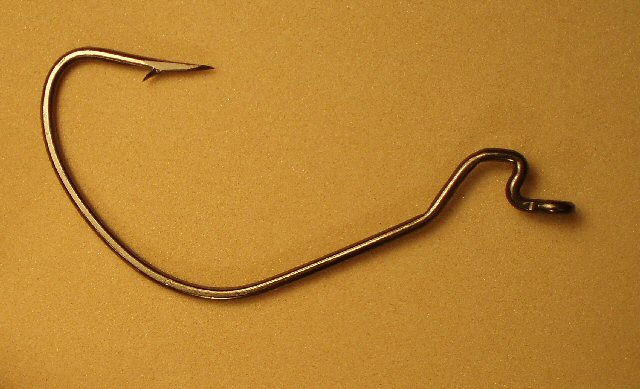
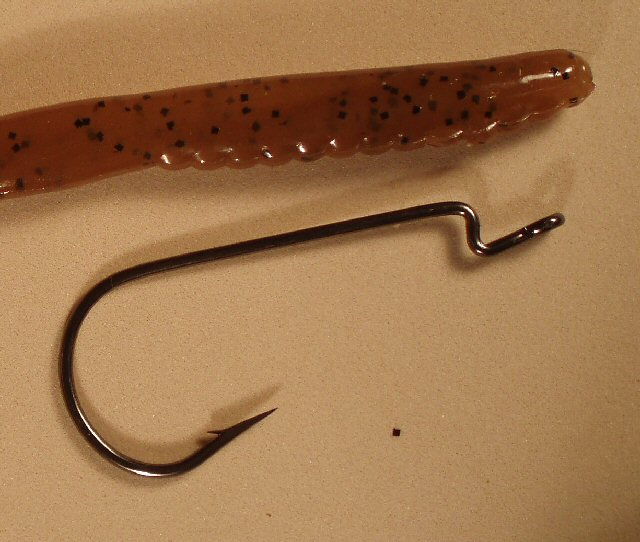
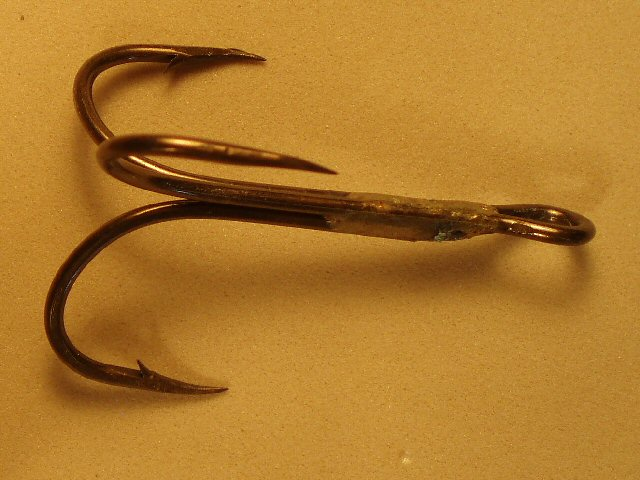
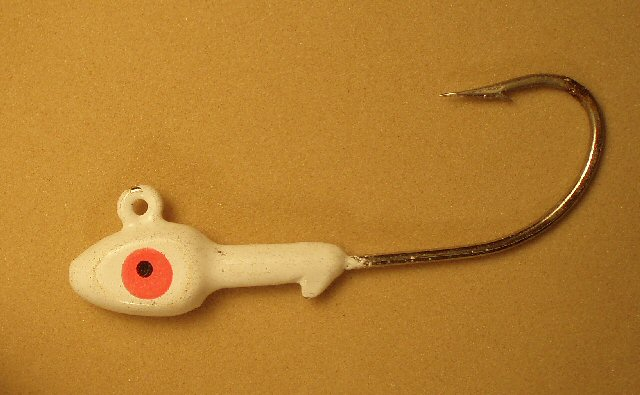
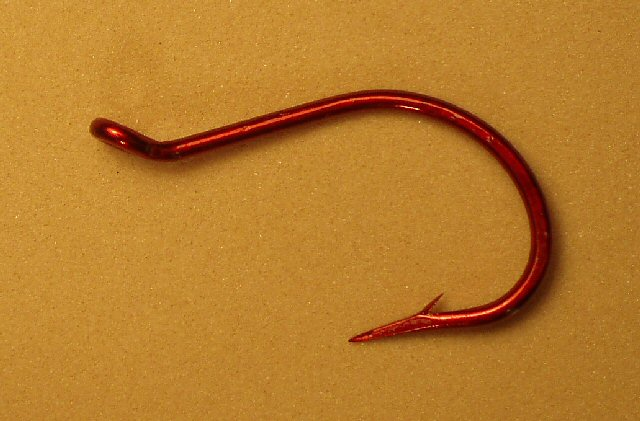
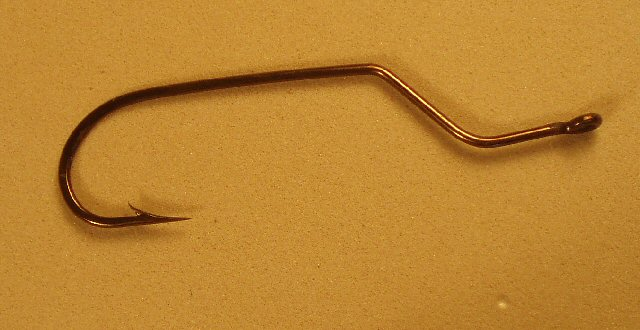